# Fäktning vid olympiska sommarspelen 1928
Vid olympiska sommarspelen 1928 i Amsterdam avgjordes sju grenar i fäktning, sex för män och en för kvinnor, och tävlingarna hölls mellan 29 juli och 11 augusti 1928 på Schermzaal. Antalet deltagare var 259 tävlande från 27 länder.

## Medaljfördelning
| Medaljfördelning |                |      |        |       |        |
| Placering        | Nation         | Guld | Silver | Brons | Totalt |
| 1                | Frankrike      | 2    | 3      | 0     | 5      |
| 2                | Italien        | 2    | 1      | 2     | 5      |
| 3                | Ungern         | 2    | 1      | 0     | 3      |
| 4                | Tyskland       | 1    | 1      | 1     | 3      |
| 5                | Storbritannien | 0    | 1      | 0     | 1      |
| 6                | Argentina      | 0    | 0      | 1     | 1      |
| 6                | Polen          | 0    | 0      | 1     | 1      |
| 6                | Portugal       | 0    | 0      | 1     | 1      |
| 6                | USA            | 0    | 0      | 1     | 1      |

## Medaljörer

### Herrar
| Gren                    | Guld | Silver | Brons |
| Värja Detaljer...       | Lucien Gaudin · Frankrike | Georges Buchard · Frankrike                                                                                      | George Calnan · USA                                                                                                   |
| Värja lag Detaljer...   | Italien · Giulio Basletta · Marcello Bertinetti · Giancarlo Cornaggia-Medici · Carlo Agostoni · Renzo Minoli · Franco Riccardi | Frankrike · Georges Buchard · Gaston Amson · Émile Cornic · Bernard Schmetz · René Barbier                       | Portugal · Paulo Leal · Mário de Noronha · Jorge de Paiva · Frederico Paredes · João Sassetti · Henrique da Silveira  |
| Florett Detaljer...     | Lucien Gaudin · Frankrike | Erwin Casmir · Tyskland                                                                                          | Giulio Gaudini · Italien                                                                                              |
| Florett lag Detaljer... | Italien · Ugo Pignotti · Giulio Gaudini · Giorgio Pessina · Gioachino Guaragna · Oreste Puliti · Giorgio Chiavacci             | Frankrike · Philippe Cattiau · Roger Ducret · André Labattut · Lucien Gaudin · Raymond Flacher · André Gaboriaud | Argentina · Roberto Larraz · Raul Anganuzzi · Luis Lucchetti · Hector Lucchetti · Carmelo Camet                       |
| Sabel Detaljer...       | Ödön Tersztyánszky · Ungern | Attila Petschauer · Ungern                                                                                       | Bino Bini · Italien                                                                                                   |
| Sabel lag Detaljer...   | Ungern · Ödön Tersztyánszky · János Garay · Attila Petschauer · József Rády · Sándor Gombos · Gyula Glykais                    | Italien · Bino Bini · Oreste Puliti · Giulio Sarrocchi · Renato Anselmi · Emilio Salafia · Gustavo Marzi         | Polen · Adam Papée · Tadeusz Friedrich · Kazimierz Laskowski · Władysław Segda · Aleksander Małecki · Jerzy Zabielski |

### Damer
| Gren                | Guld                    | Silver                          | Brons                   |
| Florett Detaljer... | Helene Mayer · Tyskland | Muriel Freeman · Storbritannien | Olga Oelkers · Tyskland |

## Deltagande nationer
Totalt deltog 259 fäktare (232 män och 27 kvinnor) från 27 länder vid de olympiska spelen 1928 i Amsterdam.
| | | |
| - Argentina (9) - Belgien (21) - Bulgarien (2) - Chile (6) - Danmark (10) - Egypten (8) - Finland (2) - Frankrike (20) - Grekland (5) | - Italien (18) - Jugoslavien (2) - Mexiko (2) - Nederländerna (20) - Norge (5) - Polen (6) - Portugal (7) - Rumänien (8) - Schweiz (9) | - Spanien (9) - Storbritannien (19) - Sverige (8) - Tjeckoslovakien (7) - Turkiet (4) - Tyskland (13) - Ungern (17) - USA (16) - Österrike (6) |